# Schizotus cardinalis
Schizotus cardinalis (лат.) — вид жуков-огнецветок из подсемейства Pyrochroinae. Распространён в Камчатском, Хабаровском и Приморском краях, Амурской и Читинской областях и на юге Бурятии. Длина тела имаго 7—10 мм. Голова, усики, щупики, ноги и низ тела чёрные или буровато-чёрные. Переднеспинка и надкрылья светлые, красновато-бурые. Переднеспинка у типичной формы без пятна на основании, у аберрации S. c. ab. punctus с бурым пятном перед щитком.